# 中海重工
中海重工集團有限公司，簡稱中海重工集團，以及中海重工（英語：China Ocean Industry Group Limited，港交所：0651），在2009年11月5日，由和成國際集團有限公司更名而來，前身為「中海船舶重工集團有限公司」。
現時業務是在中國內地經營船舶製造之生產及營運和買賣。主席為周安達源，總裁為李明。總部位於香港干諾道中168-200號信德中心招商局大廈17樓1702-03室。
2019年9月5日，中海重工公布，浙江歐華管理人(作為第一方)，公司附屬中海船舶控股、江西江州聯合造船及九江金湖裝備製造(作為第二方)，及(NIBO)(作為第三方)訂立和解協議。浙江歐華同意於和解協議日期起計5個營業日內撤回與針對有關附屬公司及舟山中海投創業投資企業(舟山投資企業，集團擁有約78.74%權益的合營企業)破產撤銷權爭議相關的兩起訴訟，而公司將於2019年10月31日前向浙江歐華支付總額811.4萬元人民幣和解金。有關附屬公司將配合舟山投資企業將向浙江歐華申索的債務款項由5.46億元人民幣及1,757.13萬元人民幣分別修改為1.16億元人民幣及373.56萬元人民幣；支付和解金及經修訂債務申索款項後，訂約方同意集團與浙江歐華之間的所有債務均被視為已解除等。（页面存档备份，存于）

## 連結
- Irasia.com/listco/hk/chinaoceanshipbuilding（页面存档备份，存于）